# Johnny Wright
Johnny Wright, nacido el 17 de agosto de 1960 en Hyannis, Massachusetts, es un director musical estadounidense y  director general del Grupo de Diversión del Wright (WEG).

## Carrera

### 1993–2000
Wright ha dirigido agrupaciones como New Kids on the Block Kids on the Block, los Backstreet Boys, *NSYNC, el Jonas Hermanos, Menudo, y solistas como Janet Jackson, Justin Timberlake, Britney Spears, Stevie Brock, y Ciara.

### 2000–2010
En 2003, apareció como juez en el reality show / Fame de NBC, presentado por uno de sus propios talentos, Joey Fatone de NSYNC.
En 2004, Wright se asoció con Sean "Diddy" Combs para la tercera temporada de Making the Band. Después de un primer intento fallido, finalmente se eligió una banda (Danity Kane). Wright sirvió como mánager de las chicas (que consiste en la cantante, Shannon Bex, a quien conoció en 'Fame'). En 2008, dejó de administrar a Danity Kane a través de un mensaje de texto.
En 2007, Wright fue seleccionado para ser el gerente de la nueva versión de la banda juvenil latina Menudo en Making Menudo - Road to Menudo. La nueva banda famosa sería una fusión de música urbana, pop y rock en inglés y español para producir varios álbumes con la etiqueta de Sony BMG Epic Records. Se realizaron varias audiciones en diferentes ciudades como Los Ángeles, Dallas, Miami, Nueva York, entre otras. En Nueva York, llevaron a 25 jóvenes y durante esta mini-competencia de una semana donde se eligieron los últimos 15: José Monti Montañez, JC González, Carlos Pena, Jr., Anthony, Carlos Olivero, Chris Moy, Dennis, Eric, Hansel , Henry, Jorge Jorge, Jorge Negron, José Bordonada, José Monti Montañez, Thomas y Trevor. Johnny se reunió con los 15 semifinalistas en South Beach, Florida para continuar la preparación junto con el coreógrafo Aníbal Marrero y el entrenador de voz David Coury, participando a través de un programa de telerrealidad que MTV mostró todo el proceso de la competencia..
A partir de 2009, Wright anunció que había creado un nuevo grupo musical de chicos porque quería que los fanáticos votaran por un nombre, que en última instancia era One Call. El grupo está formado por dos exmiembros de Menudo Chris Moy, José Bordonada Collazo y el exmiembro de NLT Justin Thorne y el recién llegado Anthony Gamlieli.

### 2011–2012
En el  2011, Wright  fue mánager de Aubrey O'Day y aparece en la serie docu-reality de Oxygen All About Aubrey.
En 2011, Wright se asoció con el sitio web de música de Cambio, para crear una nueva serie de realitys web llamada On the Spot para formar el siguiente supergrupo..

#### Reality Series On-line: "On the Spot"(2011)
En 2011 se unió al reality en línea en el sitio web de cambio, bajo el nombre de "On the Spot". La historia era sobre la comunidad interactiva de búsqueda de talentos para formar el próximo Supergrupo. Los participantes de todo el mundo tienen la oportunidad de realizar una audición para Johnny Wright a través de envíos de videos y Johnny se conectaría con los participantes y el público de una manera innovadora.  
Él y su equipo de expertos reducirían las audiciones a 20 participantes. Y, desde su sede de alta tecnología, Johnny pondría a prueba a estos mejores 20 finalistas, utilizando el poder de Internet para organizar una serie de desafíos que evalúan la destreza artística, la inteligencia empresarial y la pasión de cada concursante. Los artistas más impresionantes serían los ganadores y volarían a Los Ángeles para participar en el famoso "Boot Camp" de Johnny, un intenso taller de ensayos, coreografías de baile, clases de canto y capacitación en medios. Los participantes eliminados también podrían tener la oportunidad de impresionar a Johnny y volver a entrar en la competencia.

#### Webseries "Take the Stage" (2012)
En 2012, Wright protagonizó la serie de concurso de canto YOBI.tv Take The Stage. Junto con Rodney "Darkchild" Jerkins y otros profesionales de la industria musical y de la música, Wright es mentor y desafía a los concursantes de Take The Stage Katelyn, Mykell, Brooklynn, Marquisa, Tyler, Gabrielle, Lyric, Ashlynn y Luke para ver quién tiene lo que se necesita para ser la próxima estrella en ruptura. El ganador de Take The Stage ganará $ 20,000 y un contrato de administración con Wright Entertainment Group y YOBI.tv.
En 2012, Wright también tomó un nuevo grupo conocido como 89, de Orlando, y les ayudó a lanzar su primer sencillo "Give Me Some More (GMSM)" y un video musical. El grupo espera comenzar a recorrer a mediados de 2012. Durante este año, también firmó a Luke Potter. Un cantautor británico con la esperanza de lanzar su carrera en 2013.

### 2013–presente
A partir de agosto de 2014, comenzó a manejar al cantante indonesio AGNEZ MO para romper el mercado de música de los Estados Unidos.
A principios de 2015, Johnny Wright apareció como gerente de Dumblonde, la nueva banda de música con Aubrey O 'Day y Shannon Bex, el exmiembro de Danity Kane como miembro de un dúo.

Actualmente es presidente / CEO de Wright Entertainment Group (WEG) y No. 83 en The 2015 Billboard Power 100. La lista actual de administración de Wright Entertainment Group (WEG) incluye a Justin Timberlake, Lance Bass, Akone Incubus, argumentando que "Las clases reglamentadas desde el entrenamiento vocal y de baile hasta las sesiones de estudio son casi como una escuela".